# Vachonobisium intermedium
Vachonobisium intermedium är en spindeldjursart som först beskrevs av Vitali-di Castri 1963.  Vachonobisium intermedium ingår i släktet Vachonobisium och familjen Gymnobisiidae. Inga underarter finns listade i Catalogue of Life.